# 麥克·麥修斯
麥克·麥修斯是南非作家、製片人和導演。2017年，他執導了《五指為馬賽》，這部電影在第14屆非洲電影學院獎上獲得了最佳電影獎。

## 生平
麥克·麥修斯是《五指為馬賽》的導演，這部電影被稱為南非第一部西方電影。在第14屆非洲電影學院獎上，獎獲得了10項提名，其中包括最佳影片，導演最佳首部長片和最佳攝影獎。 這部電影還獲得了2017年南非電影電視獎的最佳導演獎-長片提名。由於在同名短片《現代啟示錄》（Apocalypse Now Now）的製作中所扮演的角色，麥克·麥修斯在第十二屆南非電影電視獎中獲得了最佳短片獎。

## 影視作品列表

### 電影
| 年   | 電影標題       | 導演 | 製片 | 編劇 |
| ---- | -------------- | ---- | ---- | ---- |
| 2017 | 《五指為馬賽》 | 是   | 是   | 故事 |
| 2020 | 《愛與怪物》   | 是   | 否   | 否   |

### 短片
| 年   | 標題               | 導演 | 製片人 |
| ---- | ------------------ | ---- | ------ |
| 2009 | Wideopen           | 是   | 是     |
| 2010 | Sweetheart         | 是   | 是     |
| 2018 | Apocalypse Now Now | 是   | 是     |

## 外部連結
- Michael Matthews在互联网电影资料库（IMDb）上的資料（英文）